# Conferência dos Bispos Católicos da Índia
A Conferência dos Bispos Católicos da Índia (C.B.C.I., em inglês:  Catholic Bishops’ Conference of India) é uma associação dos bispos da Igreja Católica na Índia, que congrega os particantes do rito latino, rito antioquino e rito siríaco oriental. É formada pela Conferência Episcopal da Índia de Rito Latino junto com o sínodo da Igreja Católica Siro-Malabar e o sínodo da Igreja Católica Siro-Malancar.

## História
Em setembro de 1944, a primeira Conferência de Bispos indianos foi criada como "Conferência dos Bispos Católicos da Índia" (C.B.C.I.) na Conferência Metropolitana realizada em Madras. Quando as Conferências Episcopais Nacionais obtiveram reconhecimento jurídico e estrutural no Concílio Vaticano II, a CBCI começou a se reorganizar com infraestruturas como Comissões Nacionais, Conselhos Regionais de Bispos e Organizações Nacionais trabalhando sob sua orientação e diretrizes.
Os estatutos da C.B.C.I. foram aprovados pela Santa Sé em 21 de abril de 1976.
A C.B.C.I. em sua Assembleia Geral em abril de 1988 decidiu que todas as três Igrejas com rituais praticados no país poderiam ter seu próprio corpo episcopal.
Os estatutos foram revisados em 1996 pela C.B.C.I.

## Situação
A C.B.C.I. não é tecnicamente uma conferência episcopal conforme prescrito no Cânon 447 do Código de Direito Canônico de 1983; esse papel é desempenhado pela Conferência Episcopal da Índia de Rito Latino. Em vez disso, a C.B.C.I. é semelhante à "assembleia dos bispos" descrita no Cânon  322 §2 do Código dos Cânones das Igrejas Orientais.
O Papa João Paulo II, em uma carta de 1987, instruiu os três ritos a estabelecer suas próprias conferências episcopais. No entanto, a C.B.C.I. é a face da Igreja Católica na Índia e aborda as "questões de interesse comum e de caráter nacional e supra-ritual da Igreja", enquanto o corpo episcopal que a dirige trata devidamente de questões internas.

## Atuação
Seu objetivo é facilitar a ação comum da Hierarquia em assuntos que afetam ou são suscetíveis de afetar os interesses comuns da Igreja Católica na Índia. Por meio dela os Bispos da Índia, conscientes da sua unidade e solidariedade no episcopado, "exercem conjuntamente a sua pastoral na promoção daquele bem maior que a Igreja oferece à humanidade, especialmente através de formas e programas de apostolado devidamente adaptados ao as circunstâncias da sua era". 
A CBCI está ao serviço de 174 dioceses, das quais 31 são siro-malabares, 11 são siro-malankares e 132 são dioceses latinas, atendendo a 241 bispos.

## Presidentes
- Valerian Gracias (1958–1972)
- Mar Joseph Parecattil (1972–1976)
- Lawrence Trevor Picachy, S.J. (1976–1982)
- Simon Ignatius Pimenta (1982–1988)
- Aboon Mor Benedict Gregorios (1988–1989)
- Alphonsus Mathias (1989 – 1994)
- Joseph Powathil (1994–1998)
- Alan Basil de Lastic (1998 – 2000)
- Moran Mor Cyril Baselios (2000–2004)
- Telesphore Toppo (2004 – 2008)
- Mar Varkey Vithayathil, C.Ss.R. (2008 – 2010)
- Oswald Gracias (2010 – 2014)
- Moran Mor Baselios Cleemis Thottunkal (2014 - 2018)[9]
- Oswald Gracias (2018-2022)
- Mar Andrews Thazhath (desde 2022)